# Блэкуотер (озеро, Северо-Западные территории)
Блэкуо́тер (англ. Blackwater Lake) — озеро в Северо-Западных территориях в Канаде. Расположено в регионе Дехчо (англ. Dehcho Region), южнее Большого Медвежьего озера у восточных склонов невысоких гор Франклин. В юго-восточную оконечность озера впадает одноимённая река, текущая с юго-востока. Та же река Блэкуотер вытекает из западного угла озера и, пробившись через горы в западном направлении, впадает в реку Маккензи (бассейн Северного Ледовитого океана).